# Statua equestre di Vercingetorige
La Statua equestre di Vercingetorige (Statue équestre de Vercingétorix) è una statua equestre in bronzo installata nel 1903 a Clermont-Ferrand, nella place de Jaude, e scolpita da Auguste Bartholdi. Rappresenta Vercingetorige, il Re degli Arverni e perdente della battaglia di Alesia. La scultura si trova all'estremità nord della piazza, di fronte al Monumento al generale Desaix, situato nell'estremità sud.

## Storia

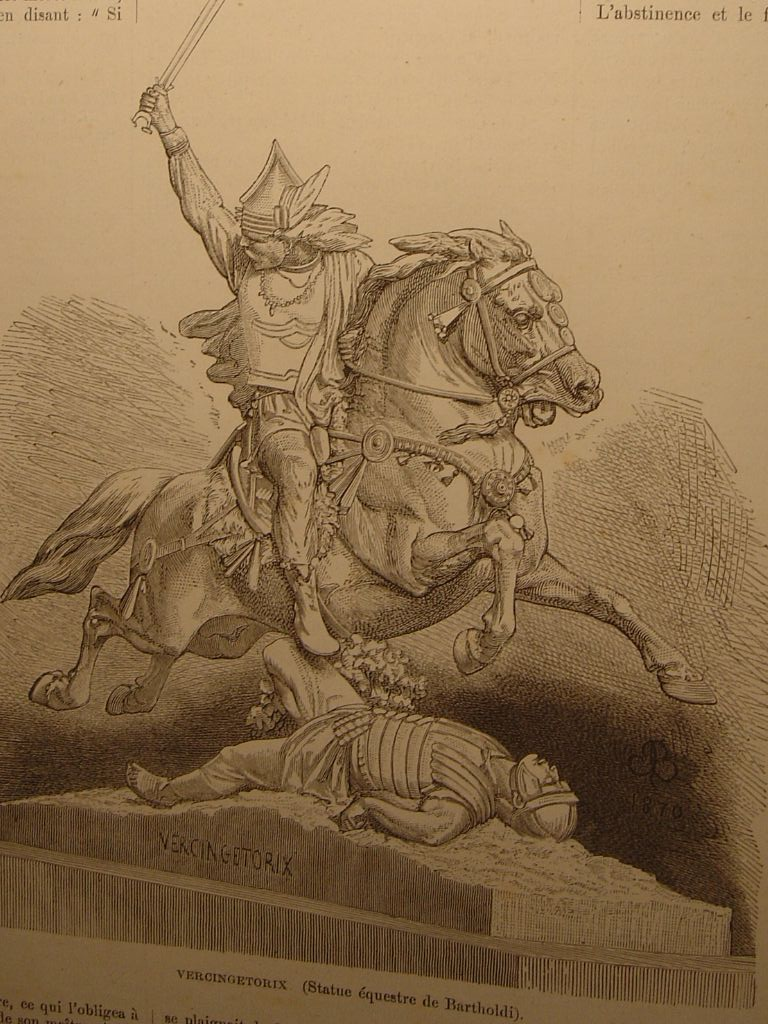
Uno schizzo della scultura di Bartholdi apparso nel periodico belga L'Illustration européenne nel 1872.

Inizialmente Auguste Bartholdi concepì una statua equestre monumentale per il progetto del monumento sul massiccio di Gergovia. Il gesso che espose al Salone del 1870 fu acquistato dallo stato, ma le sue dimensioni ne impedirono la realizzazione. Alla fine fu realizzata una colonnata in pietra di Volvic dell'architetto clermontese Jean Teillard che fu eretta nel 1900, e si decise che l'opera di Bartholdi, una volta riviste le dimensioni, sarebbe stata installata su una piazza di Clermont-Ferrand. L'opera venne inaugurata il 11 ottobre 1903 da Louis Renon, il sindaco di Clermont-Ferrand.
All'epoca della costruzione della statua, la terza Repubblica cercava dei valori nel passato storico della Francia. E un tema spiccava: i Galli. Pertanto, in vari luoghi della Francia, si possono trovare delle statue di Vercingetorige, l'eroe di Gergovia.
Questa statua venne classificata come monumento storico il 19 maggio 1994.

## Descrizione
La statua in bronzo è realizzata nella tradizione del Bernini, con il cavallo che salta sopra l'avversario romano che si trova steso al suolo. Volendo evocare un monumento intenso e violento, Bartholdi rappresentò il cavallo in un movimento tra il salto e il galoppo, e nessuno dei suoi zoccoli tocca il suolo. La scultura ritrae più il coraggio del condottiero che il suo successo, dato che, alla fine, anche lui venne sconfitto nella battaglia di Alesia.
La statua presenta degli errori anacronistici. Per l'armamento e l'equipaggiamento di Vercingetorige e del destriero, Bartholdi si ispirò alle collezioni del museo delle antichità nazionali (oggi il museo nazionale di archeologia a Saint-Germain-en-Laye). L'equipaggiamento e le armi portate da Vercingetorige risalgono per la maggior parte all'età del bronzo media (ossia più un millennio prima dell'epoca del capo gallico), all'età del ferro per la sua spada e all'epoca gallo-romana per l'equipaggiamento del cavallo. Bartholdi vi aggiunse anche un elmo alato, un elemento senza alcun fondamento storico ma che corrisponde all'immagine dell'eroe gallico nella coscienza collettiva francese agli inizi del XX secolo.
Il piedistallo della statua presenta le iscrizioni seguenti:
- lato ovest: "A Vercingetorige" (À Vercingetorix);
- lato est: "Agli eroi di Gergovia" (Au héros de Gergovie);
- lato sud: "Ho preso le armi per la libertà di tutti" (J’ai pris les armes pour la liberté de tous);
- lato nord: "Eretta con una sottoscrizione pubblica, inaugurata l'11 ottobre 1903, essendo sindaco il signor Renon" (Élevé par souscription publique, inauguré le 11 octobre 1903, M. Renon étant maire).

## Modelli e copie
Vari modelli del monumento sono conservati al museo d'arte Roger Quilliot di Clermont-Ferrand.
Nel 1906, il circolo dell'automobile dell'Alvernia fece realizzare, basandosi su questa statua, un trofeo di argento per l'unica edizione della Coppa d'Alvernia che organizzò in quell'anno; anche questo trofeo si conserva nel museo Roger Quilliot.

## Galleria d'immagini

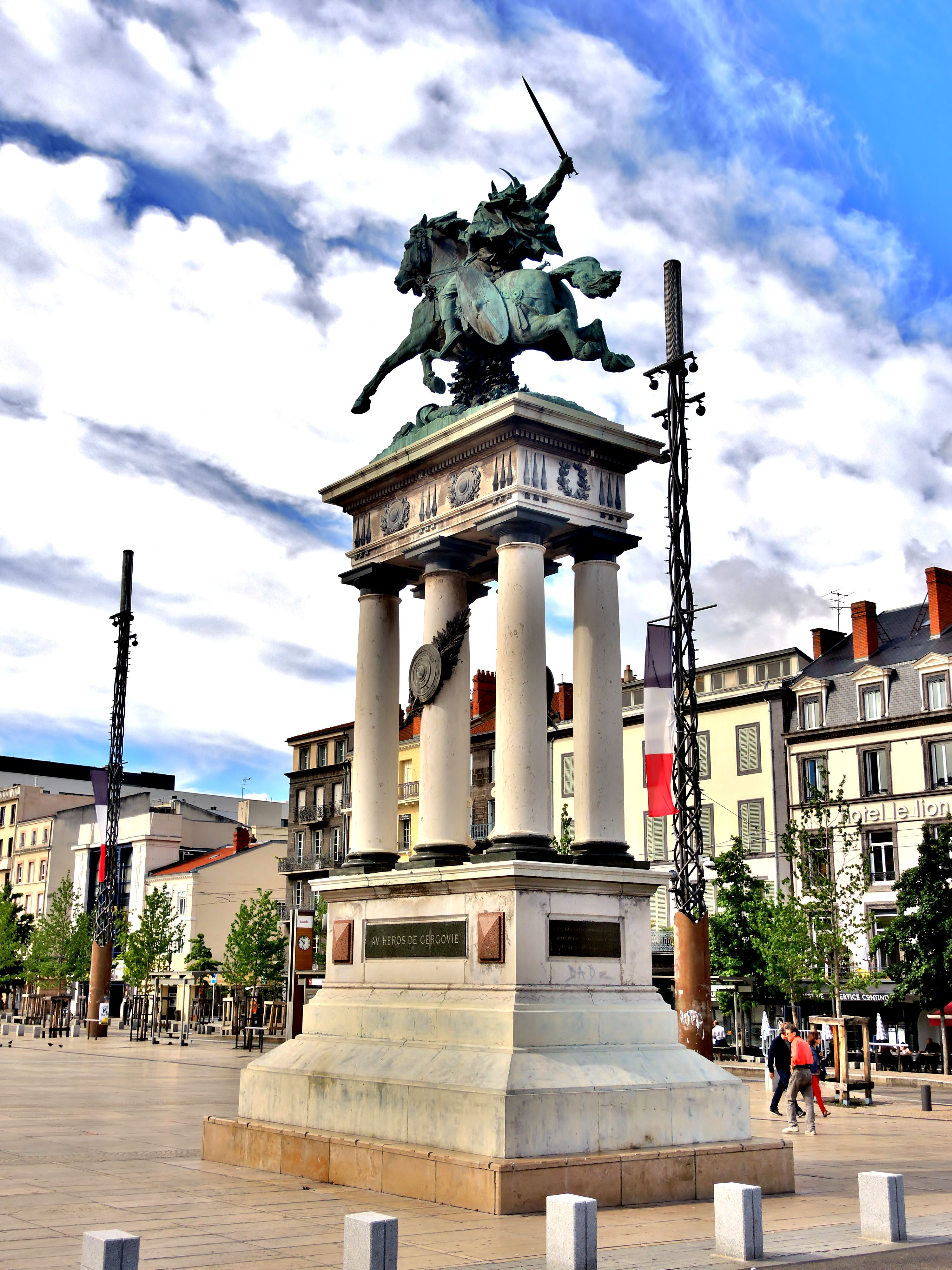
La scultura sul suo basamento.
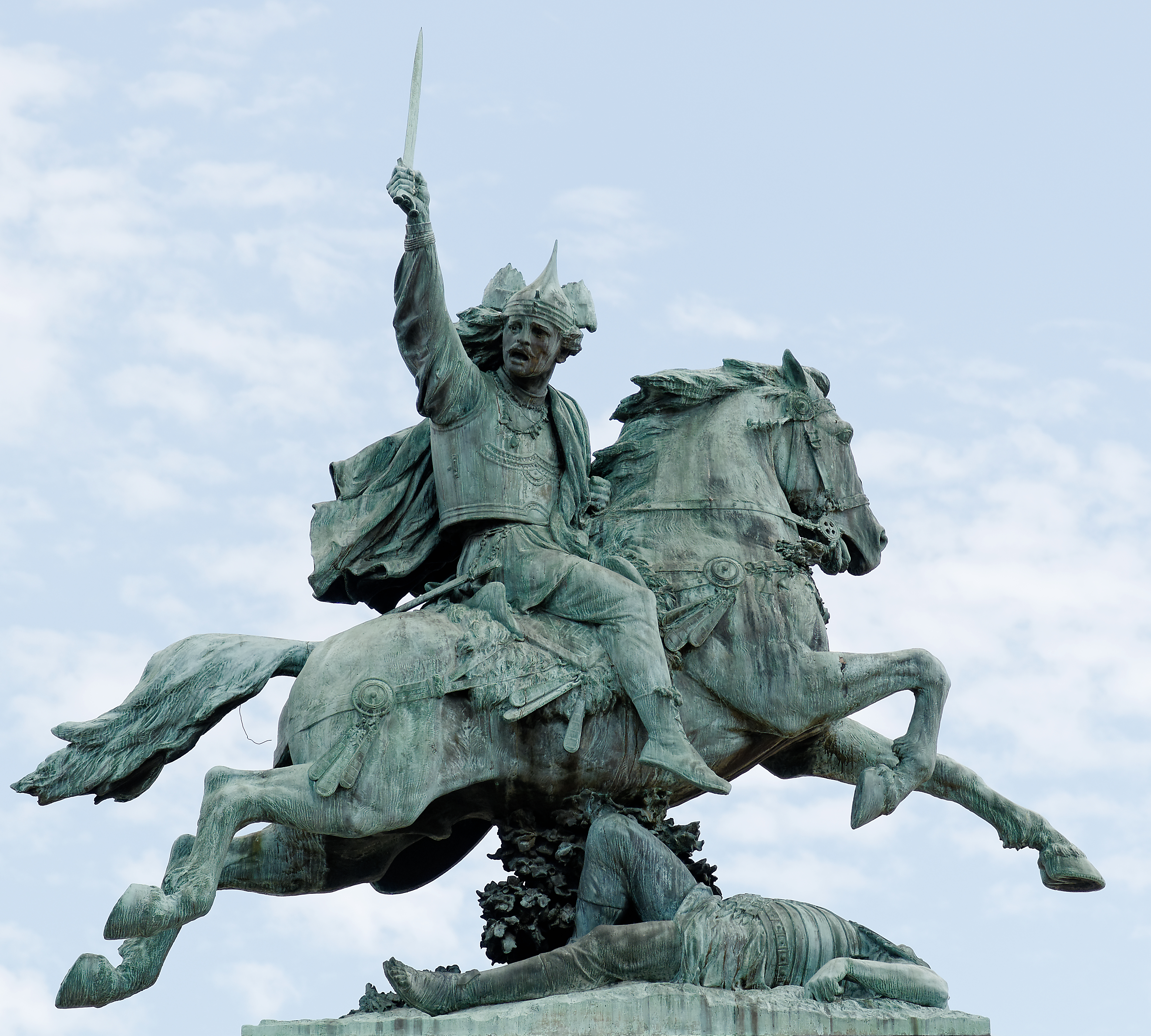
Un dettaglio della statua.
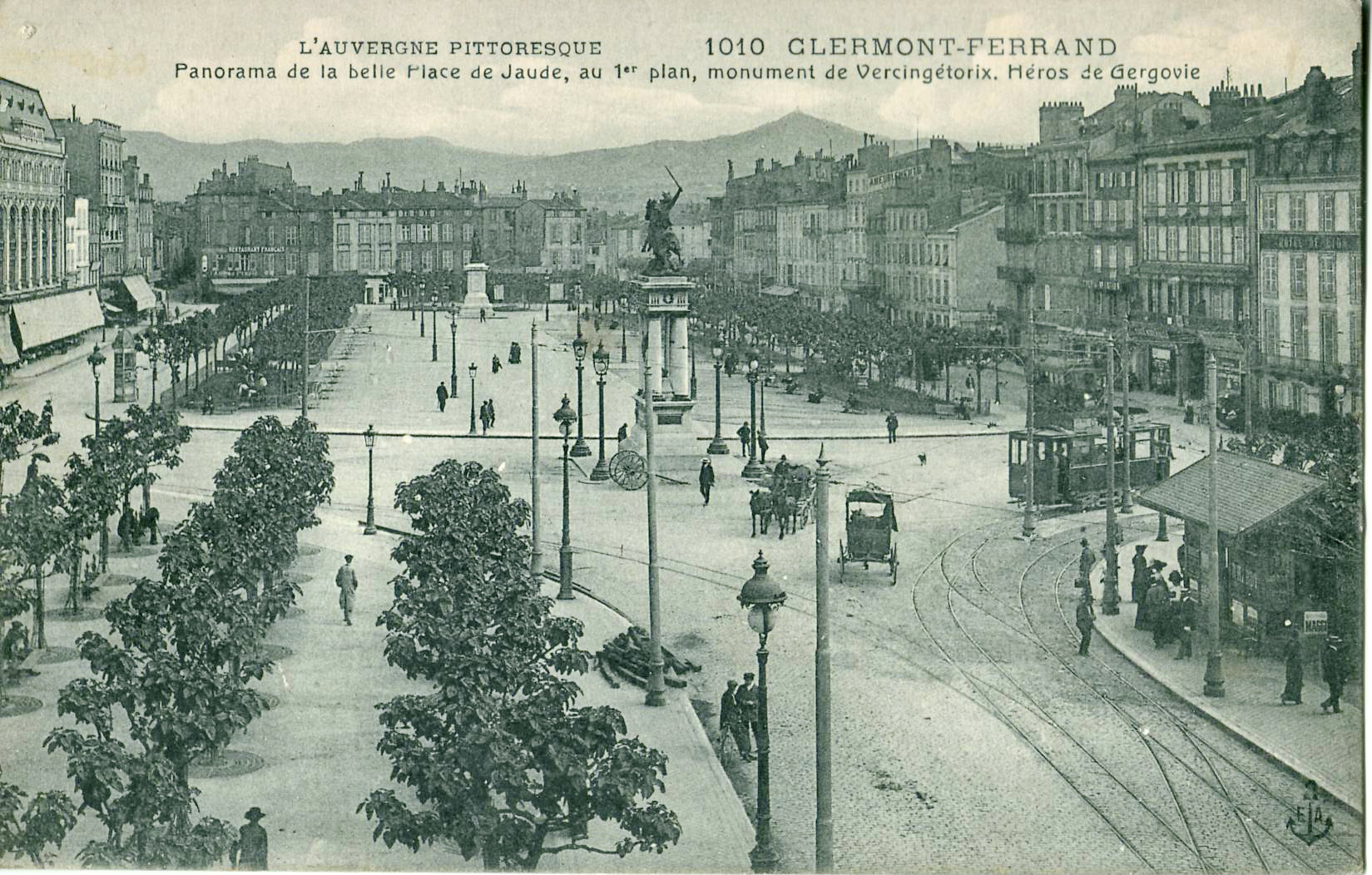
La scultura (al centro) in una cartolina d'inizio Novecento.